# Canaan Ngandu
  Canaan Ngandu es un escultor de Zimbabue, nacido el año 1972 en Goromonzi.

## Datos biográficos
Nacido en Goromonzi , Ngandu fue el segundo hijo de una familia de ocho hermanos. Fue criado por su abuela en varios municipios , primero en Mufakose y más tarde en Chitungwiza . El hogar de sus ancestros se encuentra en Chiweshe .
Ngandu comenzó a dibujar en la escuela, llegando a la escuela secundaria antes de dedicarse a la escultura. Although untutored, he has said that he learned his trade from watching Kennedy Migeri and Masaya at work in their studios. Aunque sin un tutor oficial que le apoyase en su formación de escultor , ha dicho que aprendió su oficio de mirar cómo trabajaba Kennedy Migeri y Moses Masaya en sus estudios. 